# Gurbachan Singh Talib
Gurbachan Singh Talib (en punjabi : ਸਰਦਾਰ ਗੁਰਬਚਨ ਸਿੰਘ ਤਾਲਿਬ ; Gurmukhi) est un érudit et écrivain sikh et auteur (1911-1986), né à Munak dans le district de Sangrur.
Il était un professeur au Sikh National College à Lahore. À l'Université hindoue de Bénarès, il a occupé la chaire Guru Nanak d'études sikhes. Il a reçu le prix Padma Bhushan en 1985. Il était aussi membre du Indian Council of Historical Research.